# Campeonato Sudamericano y Centroamericano de Balonmano Masculino de 2024
El Campeonato Sudamericano y Centroamericano de Balonmano Masculino de 2024 es la 3.ª edición del Campeonato Sudamericano y Centroamericano de Balonmano Masculino. Se celebró del 16 al 20 de enero en La Casa del Handball Argentino, recinto ubicado en Buenos Aires, Argentina. 
El certamen sirvió de clasificación al Campeonato Mundial de Balonmano Masculino de 2025.

## Equipos clasificados
| Competición                                            | Fecha                    | Plazas | País             | Apariciones anteriores en el torneo |
| ------------------------------------------------------ | ------------------------ | ------ | ---------------- | ----------------------------------- |
| País anfitrión                                         |                          | 1      | Argentina        | 2 (2020), (2022)                    |
| Naciones invitadas                                     |                          | 4      | Brasil           | 2 (2020), (2022)                    |
| Naciones invitadas                                     | Chile                    | 4      | 2 (2020), (2022) |                                     |
| Naciones invitadas                                     | Paraguay                 | 4      | 2 (2020), (2022) |                                     |
| Naciones invitadas                                     | Uruguay                  | 4      | 2 (2020), (2022) |                                     |
| Campeonato Centroamericano de Balonmano Masculino 2023 | 21-25 de febrero de 2023 | 1      | Costa Rica       | 1 (2022)                            |

## Resultados
Criterios de desempate, en igualdad de puntos:
1- Partidos entre los equipos en igualdad
2- Diferencia de goles en dichos equipos
3- Goles a favor
| Equipo     | J | G | E | P | GF  | GC  | DG   | PTS |
| ---------- | - | - | - | - | --- | --- | ---- | --- |
| Brasil     | 5 | 5 | 0 | 0 | 206 | 102 | +104 | 10  |
| Argentina  | 5 | 3 | 1 | 1 | 173 | 101 | +74  | 7   |
| Chile      | 5 | 3 | 1 | 1 | 150 | 107 | +43  | 7   |
| Paraguay   | 5 | 2 | 0 | 3 | 114 | 188 | -74  | 4   |
| Uruguay    | 5 | 1 | 0 | 4 | 113 | 150 | -37  | 2   |
| Costa Rica | 5 | 0 | 0 | 5 | 88  | 196 | -108 | 0   |

- Resultados

| Fecha | Hora  | Partido    | Partido | Partido    | Resultado |
| ----- | ----- | ---------- | ------- | ---------- | --------- |
| 16.01 | 15:30 | Chile      | -       | Paraguay   | 32-16     |
| 16.01 | 18:00 | Brasil     | -       | Uruguay    | 41-16     |
| 16.01 | 20:30 | Argentina  | -       | Costa Rica | 41-13     |
| 17.01 | 15:30 | Paraguay   | -       | Brasil     | 21-56     |
| 17.01 | 18:00 | Costa Rica | -       | Chile      | 12-35     |
| 17.01 | 20:30 | Uruguay    | -       | Argentina  | 17-32     |
| 18.01 | 15:30 | Uruguay    | -       | Paraguay   | 24-26     |
| 18.01 | 18:00 | Brasil     | -       | Costa Rica | 47-11     |
| 18.01 | 20:30 | Argentina  | -       | Chile      | 27-27     |
| 19.01 | 15:30 | Costa Rica | -       | Uruguay    | 23-38     |
| 19.01 | 18:00 | Chile      | -       | Brasil     | 28-34     |
| 19.01 | 20:30 | Argentina  | -       | Paraguay   | 47-16     |
| 20.01 | 15:30 | Paraguay   | -       | Costa Rica | 35-29     |
| 20.01 | 18:00 | Chile      | -       | Uruguay    | 28-18     |
| 20.01 | 20:30 | Brasil     | -       | Argentina  | 28-26     |

| Bandera de Brasil        |
| Campeón Brasil 2º título |

## Medallero
| Brasil | Argentina | Chile |
| Acácio Moreira Guilherme Borges Guilherme Torriani Gustavo Rodrigues Haniel Langaro Hugo Bryan Monte Joel Fellipe Santos Leonardo Abrahão Leonardo Dutra Matheus Cristian Martins Mikael Lopes Phillip Oliveira Rangel Luan da Rosa Rodrigo Benites Rudolph Hackbarth Thiagus Petrus Vinícios Carvalho Vinicius Teixeira Washington Luiz | Andrés Moyano Diego Simonet Federico Fernández Federico Pizarro Gastón Mouriño Ignacio Pizarro James Parker Juan Bar Leonel Carlos Maciel Lucas Moscariello Mariano Cánepa Nicolás Bonanno Nicolás Bono Pablo Simonet Pablo Vainstein Pedro Martínez Camí Ramiro Martinez Santiago Baronetto | Aaron Codina Arian Delgado Benjamín Calleja Benjamín Illesca Daniel Ayala Danilo Salgado Diego Arancibia Erwin Feuchtmann Esteban Menanteau Esteban Joaquín Salinas Felipe García Joshua Mesías Luciano Scaramelli Matías Paya René Oliva Rodrigo Salinas Muñoz Sebastián Pavez Víctor Donoso |
| Marcus Oliveira (seleccionador) | Guillermo Milano (seleccionador) | Aitor Etxaburu (seleccionador) |

### Clasificación general
| Posición | Equipo       |
| -------- | ------------ |
|          | Brasil CM    |
|          | Argentina CM |
|          | Chile CM     |
| 4        | Paraguay     |
| 5        | Uruguay      |
| 6        | Costa Rica   |